# Forcipomyia sexannulata
Forcipomyia sexannulata är en tvåvingeart som beskrevs av Clastrier 1983. Forcipomyia sexannulata ingår i släktet Forcipomyia och familjen svidknott.
Artens utbredningsområde är Seychellerna. Inga underarter finns listade i Catalogue of Life.